# Benjamin Tolić
Benjamin Tolić (Osoje, BiH, 8. srpnja 1943. – Zadar, 11. kolovoza 2022.) bio je hrvatski književnik, novinar, filozof, diplomat, prevoditelj, publicist, esejist i pisac ogleda. Objavio je osam autorskih knjiga. 

## Životopis
Benjamin Tolić rodio se u selu Osoje, općina Posušje u Bosni i Hercegovini 1943. godine. Mati mu je ostala udovicom u Drugom svjetskom ratu. U Donjim Andrijevcima pohađao je osnovnu školu. Ondje je upoznao svoju buduću suprugu Dubravku Oraić, s kojom je poslije zajedno studirao u Zagrebu na Filozofskom fakultetu. Studirao je germanistiku i filozofiju, a Dubravka rusistiku i filozofiju. Vjenčali su se 1965. godine. Oboje su emigrirali 1967. godine u Beč nakon Deklaracije o nazivu i položaju hrvatskog književnog jezika, gdje su nastavili studirati filozofiju. Dubravka se vratila u Hrvatsku 1969., a Benjamin 1970. godine za Hrvatskoga proljeća. Optužen je za „neprijateljsku djelatnost“, ali je na Vrhovnom sudu oslobođen krivnje. Zaposlio se kao profesor njemačkoga jezika. Radio je po raznim školama u Zagrebu i okolici. Uređivao je Osmojezični enciklopedijski rječnik na području za njemački jezik u Leksikografskom zavodu Miroslav Krleža. Otac je nagrađivane biologinje Ive Tolić.
Izabran je na prvim demokratskim izborima 1990. na listi HDZ-a u Skupštinu grada Zagreba, gdje je obnašao dužnost Predsjednika društveno-političkoga vijeća. Radio je u Središnjici HDZ-a kao politički tajnik za odnose sa srodnim strankama u inozemstvu. Tijekom 1990-ih radi u hrvatskoj diplomaciji. Bio je ministar-savjetnik u Hrvatskome veleposlanstvu u Bonnu od 1992. do 1994. godine. 
Predsjednik RH dr. Franjo Tuđman imenovao ga je 30. ožujka 1995. godine za konzula, šefa Konzulata Republike Hrvatske u Švicarskoj konfederaciji, sa sjedištem u Zürichu. Promaknut je 22. studenoga 1995. godine na višu diplomatsku funkciju, na dužnost generalnoga konzula Republike Hrvatske u Švicarskoj Konfederaciji, sa sjedištem u Zürichu, s konzularnim područjem koje obuhvaća kantone: Zürich, Schaffhausen, Thurgau, St. Gallen, Appenzell, Zug, Schwyz, Glarus, Luzern, Nidwalden, Uri, Obwalden i Graubünden. Predsjednik Tuđman razriješio ga je te dužnosti 15. svibnja 1998. godine zbog odlaska na novu dužnost, a odluka je stupila na snagu 1. srpnja 1998. godine.
Odlukom predsjednika RH dr. Franje Tuđmana postavljen je 29. srpnja 1998. godine za veleposlanika u Ministarstvu vanjskih poslova Republike Hrvatske, s time da je odluka stupila na snagu 15. rujna 1998. godine.
Obnašao je dužnost glavnog i odgovornog urednika hrvatske novinske agencije HINA-e. Na dužnost je postavljen za HDZ-ove vlade Zlatka Mateše 22. listopada 1998. godine. S dužnosti je razriješen nakon što je HDZ nakon deset godina otišao s vlasti, za koalicijske vlade (SDP, HSLS, HNS i dr.) Ivice Račana 13. srpnja 2000. godine. Smrt predsjednika Tuđmana nije bila dojavljena HINA-i pa je Tolić protestirao hrvatskim vlastima zbog "iznevjerenja", a ravnatelj Ljubomir Antić dao ostavku na položaj jer je time "povjerenje u HINA-u bilo povrijeđeno".
Nakon pobjede Ive Sanadera na unutarstranačkim izborima u HDZ-u 2002. odlazi  iz stranke, napušta mjesto veleposlanika u Ministarstvu vanjskih poslova i angažira se kao politički tajnik u stranci Hrvatski blok – Pokret za modernu Hrvatsku. Bio  je član stranke nasljednice Jedino Hrvatska – Pokret za Hrvatsku. Na parlamentarnim izborima 2003. sudjelovao je na zajedničkoj listi HIP-a i Hrvatskoga bloka – Pokreta za modernu Hrvatsku kao 4. na kandidacijskoj listi za 7. izbornu jedinicu.
Godine 2007. bio je na parlamentarnim izborima na listi Jedino Hrvatska – Pokret za Hrvatsku nositelj kandidacijske liste u 5. izbornoj jedinici, a na  parlamentarnim izborima 2011. bio je 2. na zajedničkoj listi Akcije za bolju Hrvatsku, Hrvatske demokršćanske stranke i Jedino Hrvatska – Pokret za Hrvatsku. Koalicije desnih stranaka nisu prelazile izborni prag.
Pisao je dvadeset godina kolumne za Hrvatsko slovo, hrsvijet.net, portal Hrvatskog kulturnog vijeća, javno.hr (sada dalje.com) i druge hrvatske portale. Objavio je osam autorskih knjiga, od čega knjige Tko smo mi?, Sanaderova dionica i Kraj neovisnosti po Damiru Pešordi predstavljaju "nenamjernu trilogiju".
Kao trilogija koja prati hrvatsku politiku nakon ulaska u Europsku uniju mogu se promatrati knjige simboličnih naslova Vesele karmine, Kolonijalno koprcanje i Tiranija prostote.
Po svojim političkim stajalištima držao se izvornoga pravaštva Ante Starčevića i sukladno s time pozivao je na Savez za Hrvatsku nasuprot Savezu za Europu.[žargon?]
Umro je u Zadru 2022. godine od posljedica bolesti COVID-19.

## Djela
Napisao je knjige:
- Haaški sapun: Razgovori o hrvatskoj politici kako ih je od slova do slova bilježio Eugen Patak (PDF), ISBN 9536736136 (zbirka satiričkih kolumna koje je objavio u Hrvatskom slovu od prosinca 2000. do prosinca 2001.). Zagreb: Hrvatsko slovo, 2002.
- Pamet u glavu: Hrvatska u vrtlogu novoga svjetskog poretka (PDF), ISBN 9539942500. Zagreb: Hrvatski blok – Pokret za modernu Hrvatsku, 2003.
- Tko smo mi?: Ogled o naciji i državi (PDF), ISBN 9789539589804. Zagreb: Hrvatski blok – Pokret za modernu Hrvatsku, 2007.
- Sanaderova dionica (PDF), ISBN 9789539589811. Zagreb: Hrvatsko slovo, 2009.
- Kraj neovisnosti (PDF) (73 kolumne koje je objavio u Hrvatskome slovu od 29. siječnja 2010. do 17. lipnja 2011.), kolumne su po formi mikroeseji koji graniče s pripovjednom prozom, ISBN 9789536736607. Zagreb: Hrvatsko slovo, 2011.
- Vesele karmine (PDF), ISBN 978-953-6736-70-6. Zagreb: Hrvatsko Slovo, 2013.
- Kolonijalno koprcanje (PDF), ISBN 978-953-6736-87-4. Zagreb: Hrvatsko slovo, 2018.
- Tiranija prostote (PDF), ISBN 978-953-6736-95-9. Zagreb: Hrvatsko slovo, 2020.

Uredio je knjige:
- 100 pitanja i odgovora (PDF) Zagreb: Hrvatski blok – Pokret za modernu hrvatsku, 2003.
- Za uspravnu Hrvatsku, ISBN 9539942519 (izbor priopćenja Hrvatskoga bloka). Zagreb: Hrvatski blok –  Pokret za modernu Hrvatsku, 2005.
- Državotvorno okupljanje, ISBN 9539942535 (izbor iz priopćenja za medije i komentara koji su od travnja 2005. do ožujka 2006. objavljeni na mrežnim stranicama Hrvatskoga bloka). Zagreb: Hrvatski blok –  Pokret za modernu Hrvatsku, 2006.

Preveo je s njemačkoga na hrvatski jezik:
- Deset pjesama u knjizi Reiner Maria Rilke: Arhajski torzo. Izabrao i priredio Ante Stamać. Zagreb: Nakladni zavod Matice hrvatske, 1979.

- Christian Teubner i Annette Wolter: Sve kuhinje svijeta. Ljubljana: Cankarjeva založba, 1984.

- Wilhelm Reich: Spolna revolucija: Prilog karakternoj samoupravi čovjeka. Zagreb: Naprijed,  1985.
- Gottfried August Bürger: Pustolovine baruna Münchhausena. Zagreb: Grafički zavod Hrvatske, 1988.
- Hermann Bahr: Dalmatinsko putovanje. Zagreb: Grafički zavod Hrvatske, 1991.
- Max Scheler: Ideja čovjeka i antropologija: Izbor tekstova (suprevoditelj). Zagreb:  Nakladni zavod Globus, 1996.
- Robert Musil: Pomutnje gojenca Törlessa. Zagreb: Liber, 1979.;  Naklada Jutarnjeg lista, 2004.

Suradnik je na projektima:
- Osmojezični enciklopedijski rječnik, Zagreb: Leksikografski zavod Miroslav Krleža,  1995.

## Nagrade i priznanja
- 1996.: Red hrvatskog trolista, za osobite zasluge za Republiku Hrvatsku stečene u ratu, izravnoj ratnoj opasnosti ili u iznimnim okolnostima u miru, odličje dodijelio predsjednik RH dr. Franjo Tuđman.[16]
- 1996.: Spomenica domovinske zahvalnosti, za časnu i uzornu službu za razdoblje od pet godina.[17]

## Vanjske poveznice
|  | Wikicitati imaju zbirke citata o temi Benjamin Tolić |

- Razgovor s Benjaminom Tolićem. Benjamin Tolić: Država nije ulizica nužde, nego čuvarica slobode, portal Hrvatskog kulturnog vijeća, razgovarao Davor Dijanović, 28. lipnja 2011.
- Stranice Benjamina Tolića  (arhivirano)
- Oproštajni govori o Benjaminu Toliću. Portal Hrvatskoga kulturnog vijeća. 27. rujna 2022.